# Cissites
Cissites is een geslacht van kevers uit de familie oliekevers (Meloidae).
Het geslacht is voor het eerst wetenschappelijk beschreven in 1804 door Latreille.

## Soorten
Het geslacht omvat de volgende soorten:
- Cissites apicalis Perty, 1830
- Cissites debyi Fairmaire, 1885
- Cissites maculatus (Swederus, 1787)